# Sarah Süß
Sarah Süß (* 19. Februar 1992 in Hamm) ist eine deutsche SPD-Politikerin und seit 2020 Bürgermeisterin der ostwestfälischen Gemeinde Steinhagen.

## Werdegang
Sarah Süß arbeitete als Rechtspflegerin FH am Amtsgericht Halle (Westf.).
Sie zog nach dem Studium zusammen mit ihrem Partner in ihre Wahlheimat Steinhagen. 2016 und 2017 repräsentierte sie die Gemeinde als Heidekönigin.
Süß ist verheiratet und hat einen Sohn.

## Politisches
Sie engagiert sich seit einigen Jahren in der Steinhagener Kommunalpolitik. Dies tat sie zuerst als sachkundige Bürgerin im Ausschuss für Generation, Arbeit, Soziales und Integration. Später wechselte sie den Ausschuss und ging in den Ordnungs- und Umweltausschuss. Im Jahre 2020 schlug sie den CDU-Kandidaten Hans-Heino Bante Ortega in der Stichwahl und wurde damit Bürgermeisterin von Steinhagen.
Am 4. Mai 2024 wurde sie zur stellvertretenden Landesvorsitzenden der Sozialdemokratische Gemeinschaft für Kommunalpolitik (SGK) in Nordrhein-Westfalen gewählt.